# Centre spatial
Un centre spatial est un lieu regroupant les activités de recherche astronautique, de lancement d'engins spatiaux, ou de contrôle en orbite des systèmes spatiaux.

## Liste par pays

### Algérie
- Agence spatiale algérienne
- Centre spatial algérien

### Allemagne
- Centre européen d'opérations spatiales (ESOC), à Darmstadt
- Centre des astronautes européens, à Cologne

### Belgique

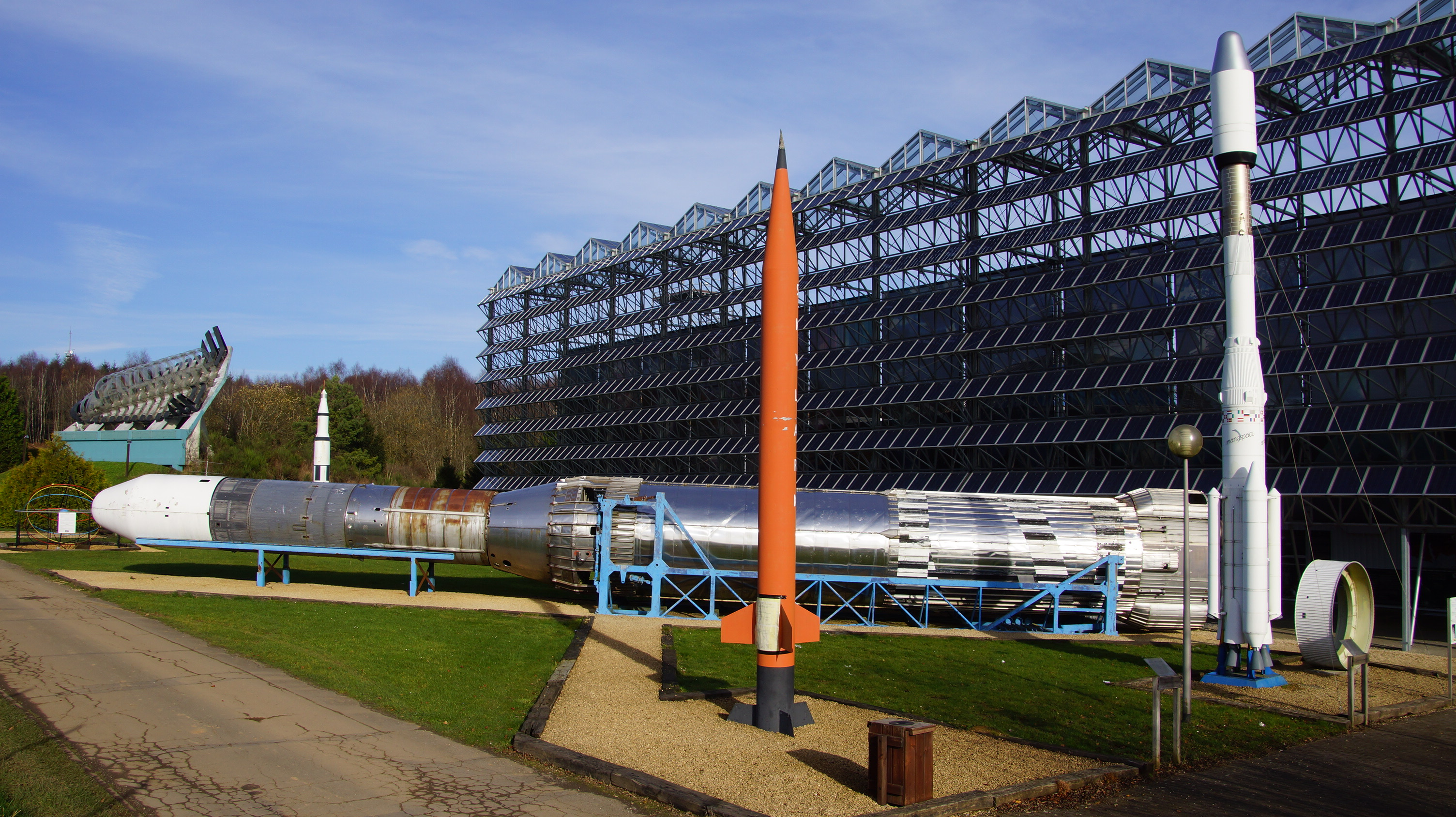
Euro Space Center en Belgique

- Le Centre spatial de Liège

### Canada
- Centre spatial John H. Chapman

### Corée du Sud
- Base de lancement de Naro[1]

### États-Unis
- Centre spatial Kennedy
- Le Goddard Space Flight Center
- Centre spatial Lyndon B. Johnson
- Jet Propulsion Laboratory

### France

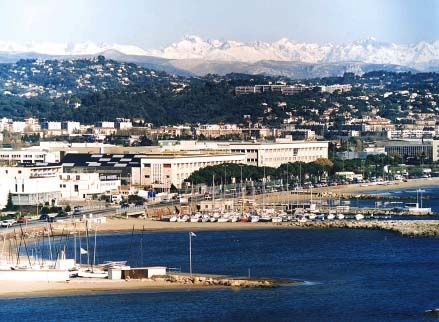
Vue aérienne du bâtiment historique dit « aerospatiale » du 100 boulevard du Midi dans le quartier de La Bocca à Cannes

- Le Centre spatial de Toulouse (CST), principal établissement du Centre national d'études spatiales (CNES)
- Le Centre spatial guyanais
- Le Centre spatial de Cannes - Mandelieu

### Inde
- Centre spatial Vikram Sarabhai
- Space Applications Centre (en)
- Centre spatial Satish-Dhawan

### Kazakhstan
- Cosmodrome de Baïkonour

### Maroc
- Centre royal de télédétection spatiale

### Norvège
- Centre spatial norvégien

### Japon
- Base de lancement de Tanegashima
- Base de lancement d'Uchinoura

### Pays-Bas
- le Centre européen de recherche et de technologie spatiales (ESTEC)

### Royaume-Uni
- Agence spatiale du Royaume-Uni
- National Space Centre (en)
- Surrey Space Centre (en)

### Russie
- Babakin Space Centre (en)
- Titov Main Test and Space Systems Control Centre (en)
- Cosmodrome de Plessetsk